# Pali Text Society
Pali Text Society é uma sociedade de publicação de texto fundada em 1881 por Thomas William Rhys Davids "para promover e promover o estudo de textos em Pali ". Pāli é a língua na qual os textos da escola Theravada do budismo são preservados. Os textos em pāli são a coleção mais antiga de escrituras budistas preservadas na língua em que foram escritas.

## História
A sociedade primeiro compilou, editou e publicou versões de escrita latina de um grande corpus de literatura pāli, incluindo o Cânone Pāli , bem como comentários, textos exegéticos e histórias. Publica traduções de muitos textos em pāli. Também publica trabalhos auxiliares, incluindo dicionários, concordâncias, livros para estudantes de Pāli e um jornal.